# Syria International
Die Syria International sind die offenen internationalen Meisterschaften von Syrien im Badminton. Bei den Titelkämpfen werden Punkte für die Badminton-Weltrangliste vergeben. Mit der Durchführung der Meisterschaften werden den Anstrengungen des Badmintonverbandes von Syrien Ausdruck verliehen, dem Badmintonsport im arabischen Land weiteren Aufschwung zu verleihen und den Anschluss an die asiatische Spitze herzustellen.

## Turniersieger
| Jahr      | Herreneinzel             | Dameneinzel       | Herrendoppel                              | Damendoppel                           | Mixed                               |
| --------- | ------------------------ | ----------------- | ----------------------------------------- | ------------------------------------- | ----------------------------------- |
| 2007      | Arvind Bhat              | Telma Santos      | Mohammad Attique Rizwan Azam              | Chandrika de Silva Thilini Jayasinghe | Luka Petrič Maja Kersnik            |
| 2008      | Mohammadreza Kheradmandi | Sayali Gokhale    | Mohammadreza Kheradmandi Ali Shahhosseini | Negin Amiripour Sahar Zamanian        | Mohammad Attique Isha Akram         |
| 2009      | abgesagt                 | abgesagt          | abgesagt                                  | abgesagt                              | abgesagt                            |
| 2010      | Heri Setiawan            | Özge Bayrak       | Kashif Sulehri Rizwan Azam                | Cemre Fere Özge Bayrak                | Lasitha Menaka Renu Hettiarachchige |
| 2011      | Pedro Martins            | Telma Santos      | Mohammad Sawass Murad Sin                 | Hadil Kareem Sanaa Mahmoud            | Ammar Awad Sanaa Mahmoud            |
| 2012 2024 | nicht ausgetragen        | nicht ausgetragen | nicht ausgetragen                         | nicht ausgetragen                     | nicht ausgetragen                   |